# Policía Nacional de Honduras
Die Policía Nacional de Honduras ist die uniformierte Nationalpolizei von Honduras, die als Sicherheitsapparat des Staates Honduras fungiert. Die Nationalpolizei gilt als regimetreu. Sie zeigte dies unter anderem bei der brutalen Niederschlagung von friedlichen Demonstranten, die gegen den Wahlbetrug des Ex-Präsidenten Juan Orlando Hernández protestierten. Die Opposition warf Juan Orlando Hernández Wahlfälschung vor. Sie ist für Korruption und Gewalt bekannt.

## Führung
Der Chef der Polizei ist Gustavo Sánchez. Er ist Direktor der Nationalpolizei und bildet damit die höchste Führungsebene. Mit dem Generaldirektor Orbin Galo Maldonado und seinem Vertreter Juan Manuel Aguilar Godoy bildet er die Führung.